# Kirunapartiet
Kirunapartiet (KIP eller KIRP) var ett lokalt politiskt parti i Kiruna kommun.

## Logotyp
Partiets logotyp var namnet "Kirunapartiet" i röda bokstäver, med ett svart berg med två toppar i bakgrunden.

## Historik
Partiet bildades 1994 av Lars Törnman och Lars Winsa efter en utbrytning från Socialdemokraterna. Från bildandet till 10 januari 2010 var Törnman partiledare. Kirunapartiet var ett uttalat socialdemokratiskt parti som menade att de ville vårda de traditionella socialdemokratiska värderingarna. Partiet ville också visa Kirunas särställning.
Det första val partiet ställde upp i var till Kiruna kommunfullmäktige 1994. Partiet fick 33 procent av rösterna, samtidigt som socialdemokraterna minskade till 29 procent från 51 procent i 1991 års val. Kirunapartiet övertog i och med detta makten från Socialdemokraterna. I valen fram till 2006 samlade partiet 25-36 % av väljarkåren i kommunen. 
I 2006 års val försökte Kirunapartiet komma in i landstingsfullmäktige i Norrbottens läns landsting, men misslyckades med 137 rösters marginal med att nå upp till 3 %-spärren.
Efter en andra omröstning huruvida Kirunapartiet skulle läggas ned, som ägde rum i januari 2010 (efter en första omröstning i september 2008), vann de som inte ville upplösa partiet och Henry Emmoth tog över ordförandeskapet, då Lars Törnman valde att avgå och lämna partiet, och återvända till Socialdemokraterna. I valen 2010 och 2014 backade partiet kraftigt. 
I partiet 2018 fick partiet ett mandat, som de sedermera förlorade då innehavaren hoppade av för att bli politisk vilde. Inför valet 2022 beslutade partiet att lägga ner för gott.

## Valresultat
Kirunapartiets har uppnått följande valresultat i kommunalvalen i Kiruna respektive landstingsvalet i Norrbottens län. (Hos Valmyndigheten är partiet sedan 2006 registrerat med beteckningen Kirp.)

### Kommunalval
| År   | Röster | %     | Mandat   |
| ---- | ------ | ----- | -------- |
| 1994 | –      | 33    | 15 av 45 |
| 1998 | 5 316  | 36,04 | 16 av 45 |
| 2002 | 4 510  | 32,8  | 15 av 45 |
| 2006 | 3 500  | 25,27 | 11 av 45 |
| 2010 | 1 167  | 8,05  | 4 av 45  |
| 2014 | 337    | 2,24  | 1 av 45  |
| 2018 | 438    | 2,93  | 1 av 45  |

### Landstingsval
| År   | Röster | %    | Mandat  |
| ---- | ------ | ---- | ------- |
| 2006 | 4 363  | 2,84 | 0 av 71 |
| 2010 | 1 310  | 0,81 | 0 av 71 |